# Фресно де Карасена
Фресно де Карасена (на испански: Fresno de Caracena) е община, разположена в провинция Сория, в автономната област Кастилия и Леон, Испания. Има население от 28 жители през 2013 г. и е един от по-слабо населените райони на страната. Фресно де Карасена е родното място на Пере Абат, за когото се предполага, че е автор на книгата „Песен за Сид“.
В общината има църква от XII век и роло пикота, използвано в миналото за обесване на престъпници.